# Ferdinand Schörner
Ferdinand Schörner (12 tháng 6 năm 1892 – 2 tháng 7 năm 1973) là một sĩ quan cấp cao người Đức đồng thời một trong những người cuối cùng thụ phong quân hàm Thống chế của Wehrmacht trong Thế chiến II. Ông từng chỉ huy nhiều cụm tập đoàn quân khác nhau trên Mặt trận phía Đông và là Tổng tư lệnh cuối cùng của Lục quân Đức Quốc xã.
Trong văn học lịch sử, Schörner thưởng được mô tả là một người gìn giữ kỉ luật, mù quáng tuân theo các mệnh lệnh phòng thủ từ Hitler sau khi quân đội Đức đánh mất thế chủ động vào năm 1942/43. Nghiên cứu gần đây của sử gia người Mỹ Howard Davis Grier và người Đức Karl-Heinz Frieser cho thấy Schörner là một một chỉ huy tài ba với khả năng tổ chức "đáng kinh ngạc". Ông khắt khe với cả cấp trên lẫn cấp dưới, tự ý vạch kế hoạch tác chiến trái mệnh lệnh Hitler lúc cần thiết, chẳng hạn như việc di tản khỏi bán đảo Sõrve.
Schörner là một con người trung thành với chủ nghĩa quốc xã và nổi tiếng tàn bạo. Cuối Thế chiến II, Schörner trở thành viên chỉ huy mà Hitler mến chuộng nhất. Sau khi chiến tranh kết thúc, ông bị tòa án Liên Xô, Tây Đức kết tội tội ác chiến tranh, và phải ngồi tù tại cả Liên Xô, Đông Đức lẫn Tây Đức. Là thống chế Đức cuối cùng còn sống tới thời điểm qua đời năm 1973, Schörner được nhiều sử gia xem là lý do tại sao quân đội Đức loại bỏ hoàn toàn quân hàm thống chế.